# Тюгеевка
 Тюгеевка  — село в Заинском районе Татарстана. Административный центр Тюгеевского сельского поселения.

## География
Находится в восточной части Татарстана на расстоянии приблизительно 19 км на юго-запад по прямой от районного центра города Заинск.

## История
Основано во второй половине XVIII века. Упоминалось также как Старый Батрас и Тюкай. Имеется часовня Николая Чудотворца.

## Население
Постоянных жителей было: в 1859—301, в 1897—594, в 1913—789, в 1920—810, в 1926—713, в 1938—586, в 1949—482, в 1958—449, в 1970—461, в 1979—382, в 1989—253, в 2002—248 (русские 32 %, татары 62 %, в большинстве кряшены), 261 в 2010.